# Escanecrabe
Escanecrabe ist eine französische Gemeinde mit 211 Einwohnern (Stand 1. Januar 2022) im Département Haute-Garonne in der Region Okzitanien (zuvor Midi-Pyrénées). Sie gehört zum Arrondissement Saint-Gaudens und zum Kanton Saint-Gaudens. 
Nachbargemeinden sind Mondilhan im Nordwesten, Montbernard im Norden, Castéra-Vignoles im Nordosten, Esparron im Osten, Cassagnabère-Tournas im Südosten und Ciadoux im Südwesten.

## Geschichte
Im Jahr 1278 erhielt der Ort durch eine Charte de coutumes besondere Rechte.  

## Bevölkerungsentwicklung
| Jahr                      | 1962 | 1968 | 1975 | 1982 | 1990 | 1999 | 2008 | 2015 | 2019 |
| ------------------------- | ---- | ---- | ---- | ---- | ---- | ---- | ---- | ---- | ---- |
| Einwohner                 | 304  | 278  | 226  | 211  | 225  | 240  | 245  | 273  | 246  |
| Quelle: Cassini und INSEE |      |      |      |      |      |      |      |      |      |

## Sehenswürdigkeiten
- Kirche St-Macaire mit dem Sarkophag des heiligen Sabin
- Kapelle St-Sabin, erbaut im 19. Jahrhundert

## Verkehr
Escanecrabe besaß von 1901 bis 1949 einen Bahnhof.